# Тайлер, Брайан
Брайан Теодор Тайлер (англ. Brian Theodore Tyler; род. 8 мая 1972, Лос-Анджелес, Калифорния, США) — американский композитор, дирижёр, аранжировщик и продюсер, известный своими саундтреками к фильмам, телевидению и видеоиграм. За свою карьеру он написал музыку к таким фильмам, как «Трансформеры: Прайм», «Орлиный глаз», трилогия «Неудержимые», «Железный человек 3», «Тор 2: Царство тьмы» «Мстители: Эра Альтрона» с Дэнни Эльфманом, «Иллюзия обмана», «Безумно богатые азиаты» и другие. Он также переработал нынешние фанфары логотипа Universal Pictures, первоначально сочинённые Джерри Голдсмитом, к 100-летию Universal Pictures, дебютировавшего в фильме «Лоракс» (2012). Он написал логотип Marvel Studios 2013–2016 годов, который дебютировал в фильме «Тор 2: Царство тьмы» (2013), музыку к которому он также написал. Он написал тему воскресного обратного отсчёта НФЛ для ESPN и тему Формулы-1 (также используемую в Формуле 2 и Формуле 3). Он написал музыку к семи фильмам франшизы «Форсаж» и саундтреку к телесериалу Paramount «Йеллоустоун». За свою работу в качестве композитора для фильмов он получил премию IFMCA Awards 2014 «Композитор года».
Его композиция для фильма «Последний звонок» принесла ему первую из трёх номинаций на премию «Эмми», золотой рекорд и введение в музыкальное отделение Академии кинематографических искусств и наук. По состоянию на ноябрь 2017 года его фильмы собрали 12 миллиардов долларов по всему миру, что поставило его в десятку самых кассовых композиторов всех времён.

## Биография
Тайлер родился и вырос в округе Ориндж, штат Калифорния. Его дед был арт-директором Уолтером Х. Тайлером. Одним из его главных влияний была его бабушка-пианистка. Он имеет степень бакалавра Калифорнийского университета в Лос-Анджелесе и степень магистра Гарвардского университета. Повзрослев, он научился играть на многих музыкальных инструментах, включая барабаны, фортепиано, гитару, бас, виолончель, перкуссию, чаранго и бузуки.
Тайлер начал писать саундтреки для фильмов вскоре после окончания Гарварда. Роберт Крафт, который был впечатлён музыкой Тайлера, призвал его продолжить карьеру. Первая музыка Тайлера была написана для независимого фильма «Бармен» (1997) режиссёра Гейба Торреса. В следующем году он и Red Elvises сочинили музыку для «Шестиструнного самурая» (1998).
Прорыв Тайлера произошёл в начале 2000-х, когда он написал музыку для фильма «Порок» (2001). Его работа над «Последним звонком» (2002) принесла ему введение в музыкальное отделение Академии кинематографических искусств и наук. Режиссёр Уильям Фридкин, впечатленный работой Тайлера над «Пороком», нанял его для сочинения музыки для фильма «Загнанный» (2003), который принёс Тайлеру премию World Soundtrack Award в 2002 году как лучший композитор года для нового фильма. Начиная с 2003 года Тайлер начал работать над высокобюджетными фильмами, включая «В ловушке времени» (2003), «Другой» (2004), «Триумф» (2005) и «Константин» (2005). Его саундтрек к фильму «Форсаж: Токийский дрифт» (2006) занял первое место в чартах продаж саундтреков iTunes, а его саундтрек к фильму «Дети Дюны» занял четвёртое место в чартах альбомов Amazon.com. Его композиции для «Детей Дюны» использовались во многих других трейлерах театральных фильмов, включая «Хозяин морей: На краю земли» (2003), «Сахара» (2005), «Нокдаун» (2005), «Хроники Нарнии: Лев, колдунья и волшебный шкаф» (2005), Индиана Джонс и Королевство хрустального черепа (2008) и Звёздный путь (2009). Трек «Summon the Worms» использовался в качестве ведущего для голландского шоу «Пекинский экспресс» и в первом просочившемся рекламном ролике «Золотой компас» (2007).
В 2007 году его наняли для сочинения музыки для Partition (2007), где он объединил индийскую и ближневосточную музыку с оркестровым сочинением. Он дирижировал оркестровой частью партитуры с Симфоническим оркестром Голливудской студии в Лос-Анджелесе.
5 сентября 2011 года Тайлер объявил, что в настоящее время ведёт переговоры о написании музыки для ремейка «Горца» 2011 года и пилотных эпизодов мультсериала «Трансформеры: Прайм». Он написал четыре эпизода последнего.
В 2012 году Тайлер записал новую версию фанфар логотипа Universal Pictures, первоначально написанную Джерри Голдсмитом, в ознаменование 100-летия студии. В новой партитуре добавлен хор, более величественный стиль аранжировки и заключительный барабанный ритм. Он дебютировал вместе с мультфильмом «Лоракс» 2 марта 2012 года.
В 2013 году Тайлер сочинил фанфары Marvel Studios, которые дебютировали вместе с фильмом «Тор 2: Царство тьмы», музыку к которому он также написал, 23 октября 2013 года на площади Одеон на Лестер-сквер.
Тайлер написал и спродюсировал песню «Shell Shocked» с Kill the Noise, Wiz Khalifa, Ty Dolla Sign, Juicy J и Moxie, выпущенную летом 2014 года под его псевдонимом Madsonik. Он занял 2-е место в чарте хип-хоп-синглов iTunes и был продан тиражом более 500 000 копий.
12 октября 2016 года Тайлер был нанят для написания музыки к приключенческому боевику 2017 года «Три икса: Мировое господство». Он также внёс свой вклад в саундтрек под своим сценическим псевдонимом Madsonik в сотрудничестве с Томом Морелло и Kill The Noise под названием «Divebomb».
2 марта 2018 года он объявил в Твиттере, что его наняли для написания новой темы для Формулы-1, она был выпущена 23 марта. Эта тема также использовалась как в Формуле 2, так и в Формуле 3. В августе 2018 года саундтрек из 27 треков, написанный Тайлером для сериала кабельного телевидения «Йеллоустоун», был выпущен в формате компакт-диска и в формате MP3 для загрузки на Amazon.

## Дискография
- Форсаж 10 / Fast 10 (2023)
- Братья Супер Марио в кино / The Super Mario Bros. Movie (2023)
- Крик 6 / Scream VI (2023)
- 1923  / 1923 (2022)
- Чип и Дейл спешат на помощь / Chip 'n Dale: Rescue Rangers (2022)
- Крик / Scream (2022)
- Форсаж 9 / F9 (2021)
- Рэмбо: Последняя кровь / Rambo: Last Blood (2019)
- F1 2018
- Музыкальная тема чемпионата мира Формула-1 (2018)
- Мумия / The Mummy (2017)
- Форсаж 8 / The Fast of the Furious (2017)
- Три икса: Мировое господство / xXx: Return of Xander Cage (2017)
- Могучие рейнджеры / Power Rangers (2017)
- Преступник / Criminal (2016)
- Иллюзия обмана 2 / Now You See Me 2 (2016)
- Мстители: Эра Альтрона / Avengers: Age Of Ultron (2015)
- Форсаж 7 / Fast & Furious 7 (2015)
- Навстречу шторму / Into the Storm (2014)
- Неудержимые 3 / The Expendables 3 (2014)
- Черепашки-ниндзя / Teenage Mutant Ninja Turtles (2014)
- Тор 2: Царство тьмы / Thor: The Dark World (2013)
- Assassin’s Creed IV: Black Flag (видеоигра) (2013)
- Иллюзия обмана / Now You See Me (2013)
- Железный человек 3 / Iron Man 3 (2013)
- Far Cry 3 (Видеоигра) (2012)
- Тормоз / Brake (2012)
- Неудержимые 2 / The Expendables 2 (2012)
- В финале Джон умрёт / John Dies at the End (2012)
- Terra Nova / Терра нова (2011)
- Need for Speed: The Run (Видеоигра) (2011)
- Call of Duty: Modern Warfare 3 (Видеоигра) (2011)
- Инопланетное вторжение: Битва за Лос-Анджелес / World Invasion: Battle LA (2011)
- Пункт назначения 5 / Final Destination 5 (2011)
- Форсаж 5 / Fast Five (2011)
- Columbus Circle (2010)
- Transformers: Prime / Трансформеры: Прайм (2010)
- Неудержимые / The Expendables (2010)
- Драконий жемчуг: Эволюция / Dragonball Evolution (2009)
- Законопослушный гражданин / Law Abiding Citizen (2009)
- Комната смерти / The Killing Room (2009)
- Меж двух огней / Middle Men (2009)
- Пункт назначения 4 / The Final Destination (2009)
- Форсаж 4 / Fast & Furious (2009)
- A Score to Settle: The Music of Rambo (2008)
- Art of War: Completing Rambo (2008)
- It`s a Long Road: Resurrection of an Icon (2008)
- The Weaponry of Rambo (2008)
- На крючке / Eagle Eye (2008)
- Опасный Бангкок / Bangkok Dangerous (2008)
- Райский проект / The Lazarus Project (2008)
- Рэмбо IV / Rambo (2008)
- Страх как он есть / Fear Itself (2008—2009) (сериал)
- Чужие против Хищника: Реквием (2007)
- Война / War (2007)
- Завершая игру / Finishing the Game: The Search for a New Bruce Lee (2007)
- Разрыв / Partition (2007)
- Глюки / Bug (2006)
- Поединок / Annapolis (2006)
- Тройной форсаж: Токийский Дрифт / The Fast and the Furious: Tokyo Drift (2006)
- Clair obscur (2005)
- Константин: Повелитель тьмы / Constantine (2005) (вместе с Клаусом Бадельтом)
- Триумф / The Greatest Game Ever Played (2005)
- Убившая боль / Painkiller Jane (2005)
- Другой / Godsend (2004)
- Journey Through `Timeline` (2004)
- The Textures of `Timeline` (2004)
- Абсолютные противоположности / Perfect Opposites (2004)
- Окончательный монтаж / The Final Cut (2004)

- Папарацци / Paparazzi (2004)
- Last Stand (2003)
- The Making of `Darkness Falls` (2003)
- Большая пустота / The Big Empty (2003)
- В ловушке времени / Timeline (2003)
- Дети Дюны / Children of Dune (2003) (мини-сериал)
- Загнанный / The Hunted (2003)
- Преступные мысли / Thoughtcrimes (2003)
- Темнота наступает / Darkness Falls (2003)
- The Making of `Frailty` (2002)
- Бабба Хо-Теп / Bubba Ho-tep (2002)
- Вампиры 2: День Мертвых / Vampires: Los Muertos (2002)
- Последний шанс / Last Call (2002)
- Порок / Frailty (2001)
- Offside (2001)
- Strings (2001)
- The Education of Max Bickford (2001—2002) (сериал)
- План «В» / Plan B (2001)
- Сбежавшая Джейн / Jane Doe (2001)
- Энтерпрайз / Enterprise (2001—2005) (сериал)
- Terror Tract (2000)
- В ловушке фиолетового тумана / Trapped in a Purple Haze (2000)
- Паника / Panic (2000)
- Уровень 9 / Level 9 (2000—2001) (сериал)
- Час теней / Shadow Hours (2000)
- Четыре собаки в игре в покер / Four Dogs Playing Poker (2000)
- Simon Sez (1999)
- Грешники (фильм) / Sirens (1999)
- Договор (фильм) / The Settlement (1999)
- Четвертый этаж (фильм) / The 4th Floor (1999)
- Final Justice (1998)
- Living in Captivity (1998) (сериал)
- Шестиструнный самурай / Six-String Samurai (1998)
- Bartender (1997)
- Дженни / Jenny (1997)

## Награды и номинации
Премия Cinemusic (награда), 2001 год:
— Лучший автор музыки к фильмам
Премия Эмми (номинации), 2002 год:
— Лучшая музыка («Последний шанс» / Last Call)
Премия ASCAP Award (награда), 2006 год:
— Лучшая музыка («Константин: Повелитель тьмы» / Constantine)
Премия Сатурн (номинации), 2014 год:
— Лучшая музыка («Железный человек 3» / Iron Man 3)
— Лучшая музыка («Иллюзия обмана» / Now You See Me)